# ماتان الأول
ماتان الأول (840–832 ق.م.) هو ملك صور الذي تولى الحكم خلفًا لوالده بعل إيسر الثاني في الفترة من عام 840 قبل الميلاد وحتى عام 832 قبل الميلاد، وهو والد كُل من بجماليون ملك صور الذي خلفه في الحكم وديدو ملكة قرطاج الأسطورية.
اعتقد المؤرخ الكلاسيكي ت. ت. ديوك أن الملك ماتان الأول كان يُعرف أيضًا باسم «متن بعل» والذي كان يعني «هدية الرب بعل»، ثُمّ تم تحويل الاسم إلى بيلوس أو «بعل» على سبيل الاختصار، وهو الاسم الذي ذُكر في الإنيادة التي كتبها فيرجيل.

## لمحة تاريخية
يُعتبر المؤرخ اليهودي يوسيفوس فلافيوس وكتابه ضد أبيون الذي استشهد فيه بكتابات المؤرخ الفينيقي ميناندر الأفسسي الذي ولد وعاش في أفسس في القرن الثاني قبل الميلاد، هو المصدر الأولي للمعلومات المتوفّرة لنا حاليًا عن الملك ماتان الأول. وتقول هذه الكتابات أن باديزورس الذي عُرف أيضًا باسم بعل إيسر الثاني، والذي عاش خمسًا وأربعين سنة، حكم مملكة صور لمدة ست سنوات، ثُم خلفه ابنه ماتجينوس الذي عُرف كذلك باسم ماتان الأول، والذي عاش اثنتين وثلاثين سنة، وتولى عرش مملكة صور لمدة تسع سنوات، ثُم خلفه في الحكم ابنه بجماليون.
كان عام 825 قبل الميلاد، بحسب ما أورده المؤرخ فرانك مور كروس وغيره من العلماء في أعمالهم، هو العام الذي هربت فيه عليسة من أخيها بجماليون ملك صور لكي تؤسس بعد ذلك مدينة قرطاج في عام 814 قبل الميلاد. بالنسبة لأولئك الذين يؤرخون للسنة السابعة من عهد بجماليون وحتى سنة 814 قبل الميلاد، وبالتالي يضعون تأسيس قرطاج في نفس العام الذي تركت فيه عليسة مملكة صور، فإن تواريخ خلافة ماتان الأول وبجماليون تأتي بعد هذا التاريخ بنحو 11 عاما.